# Héctor Solanas Pacheco
Héctor Solanas Pacheco (Puerto Cupalén, cerca de Colonia Elía, Provincia de Entre Ríos, 12 de agosto de 1905 - Buenos Aires, 26 de junio de 1997) fue un militar argentino que ejerció diversos cargos militares y políticos, entre ellos el de ministro de Guerra y comandante en jefe del Ejército de su país.

## Biografía
Héctor Solanas Pacheco nació el 12 de agosto de 1905, fruto del matrimonio entre Miguel Jacobo Solanas Ferro (2 de noviembre de 1866 - 19 de abril de 1926) y Julia del Carmen Pacheco Carrera (18 de julio de 1874 - 9 de febrero de 1933).
Se casó con Graciela Paglietino (1910- 1987). Fruto de esa unión matrimonial nacieron sus  hijos, Julia Adela, Yvonne, Héctor y María Susana Solanas Pacheco.

### Carrera
Ingresó en el Colegio Militar de la Nación en 1927, egresando como oficial del arma de Caballería.
En 1944 fue edecán del entonces vicepresidente, general Edelmiro Julián Farrell, y del entonces ministro de Guerra, coronel Juan Domingo Perón.
Entre 1948 y 1950 fue jefe del Regimiento 2 de Caballería «Lanceros General Paz», con sede en la ciudad de Olavarría.
Tomó parte en la llamada Revolución Libertadora secundando al general Pedro Eugenio Aramburu en la sublevación de un regimiento en Curuzú Cuatiá; pese a que tuvieron que rendirse poco después, tuvo éxito el alzamiento en Córdoba, liderado por Eduardo Lonardi.
En 1956 pasó a desempeñarse como agregado militar ante los gobiernos de España, Portugal y Marruecos. Al año siguiente fue designado comandante de la Segunda División de Ejército, con sede en Mendoza, siendo ascendido al grado de General de División a fines de ese mismo año.

### Comando en Jefe del Ejército y Ministerio de Guerra
El presidente Arturo Frondizi lo nombró ministro de Guerra y comandante en jefe del Ejército (Decretos N.º 1 y N.º 4, respectivamente; ambos dictados el 1 de mayo de 1958 y publicados el 8 del mismo mes y año).
Ocupó el cargo de ministro durante un mes y medio, hasta que una reorganización de los ministerios lo dejó en el cargo de Secretario de Estado en el Departamento de Guerra, reteniendo el cargo de Comandante en Jefe. Desde el principio de su gobierno, los enfrentamientos entre sectores militares, y entre éstos y los dirigentes civiles del gobierno de Frondizi hicieron marcadamente inestables las relaciones entre el Gobierno nacional y las Fuerzas Armadas; entre las varias consecuencias de estos enfrentamientos, el respaldo de Frondizi y Solanas al subsecretario del arma, coronel Manuel Reimúndez, provocó el alzamiento militar del general Rosendo Fraga, que —aunque fracasada— causó el reemplazo de Reimúndez. Solanas Pacheco conservó su cargo unos días más, intentando reducir a los líderes rebeldes a la obediencia, pero terminó por presentar su renuncia el 30 de junio de 1959. Pasó formalmente a retiro militar el 3 de noviembre de ese mismo año.

### Actividad posterior al retiro
El 4 de enero de 1961 fue nombrado embajador en Italia por el presidente Frondizi, desempeñando tal cargo hasta el 27 de julio de 1962 cuando fue designado un nuevo embajador. Entre 1969 y 1972 ocupó un cargo en el directorio del Banco de la Provincia de Buenos Aires.
Fue también presidente de la Comisión del Arma de Caballería "San Jorge" entre 1968 y 1969.
Por decreto del 27 de junio de 1995 fue ascendido al grado de teniente general en reconocimiento a una destacada carrera militar.

### Fallecimiento y homenajes
Falleció el 12 de junio de 1997 y sus restos descansan en el Cementerio de la Recoleta. En el año 2005 el Centro de Oficiales de las Fuerzas Armadas le ofreció un homenaje oficial al cumplirse el centenario de su nacimiento. Un museo en la ciudad de Olavarría lleva el nombre de este militar.